# 高根沢町立阿久津小学校
高根沢町立阿久津小学校（たかねざわちょうりつ あくつしょうがっこう）は、栃木県塩谷郡高根沢町にある公立小学校。

## 沿革
- 1874年（明治7年）8月 - 啓倫館として開校[1]。
- 1902年（明治35年）1月 - 新校舎落成。
- 1947年（昭和22年）4月1日 - 学制改革により、阿久津小学校と改称。
- 1949年（昭和24年）10月 - 現在地に校舎を新築し一部移転。
- 1958年（昭和33年）4月 - 町村合併により高根沢町立阿久津小学校と改称。
- 1960年（昭和35年）1月 - 学校給食開始（A型5日制）。
- 1973年（昭和48年）
  - 8月 - 鉄筋3階建校舎完成（教室数20）。
  - 11月 - 創立100周年記念事業実施。
- 1974年（昭和49年）7月 - 学校プール竣工。
- 1977年（昭和52年）5月 - 健康優良学校全国特選受賞祝賀学校行事実施し、「記念の像」設置。
- 1980年（昭和55年）2月 - 体育館竣工。
- 1986年（昭和61年）7月 - 低学年用プール竣工。
- 1988年（昭和63年）
  - 3月 - 高学年用プール改修。
  - 9月 - 校舎北側に第2校庭造成。
- 1994年（平成6年）
  - 3月 - 阿久津小学校から西小学校が分離。
  - 12月 - 裏山教材用散歩道、遊具施設設置（たんけんの森）。
- 2000年（平成12年）5月 - たんけんの森拡張整備。
- 2001年（平成13年）8月 - 元気もり森整備。
- 2011年（平成23年）
  - 3月11日 - 午後に発生した東日本大震災で校舎が被災する。
  - 6月 - プレハブ校舎が完成。
- 2014年（平成26年）2月 - 新校舎完成。
- 2016年（平成28年）3月 - プール完成。
- 2018年（平成30年）6月 - 校庭整備工事。

## 通学区域
出典
- 上阿久津
- 中阿久津
- 宝積寺（一部地域を除く）
- 石末（一部地域のみ）
  - 宝積寺地区と石末地区の詳細な地番などは、高根沢町教育委員会まで、要問い合せ。

## 進学先中学校
- 高根沢町立阿久津中学校

## 周辺
- 高根沢町児童館「みんなのひろば」 - 敷地が隣接
- 国道4号線
- 宝積寺墓地公園

## 交通
- JR東北本線（宇都宮線）宝積寺駅（西口）から、徒歩約760m・約11分。